# Miltochrista borneonicola
Miltochrista borneonicola är en fjärilsart som beskrevs av Embrik Strand 1922. Miltochrista borneonicola ingår i släktet Miltochrista och familjen björnspinnare. Inga underarter finns listade i Catalogue of Life.